# Osztóharmonikus számok
A számelméletben az Ore-szám (Øystein Ore után, aki 1948-ban definiálta ezeket) vagy osztóharmonikus szám (néha még harmonikus szám) olyan pozitív egész szám, melynek osztóiból harmonikus közepet képezve egész számot kapunk. Az első néhány osztóharmonikus szám:
1, 6, 28, 140, 270, 496, 672, 1638, 2970, 6200, 8128, 8190 (A001599 sorozat az OEIS-ben).
Például a 6 osztóharmonikus számnak a négy osztója 1, 2, 3 és 6. Harmonikus közepük is egész szám:
{\displaystyle {\frac {4}{{\frac {1}{1}}+{\frac {1}{2}}+{\frac {1}{3}}+{\frac {1}{6}}}}=2.}
A 140 osztói 1, 2, 4, 5, 7, 10, 14, 20, 28, 35, 70 és 140. Harmonikus közepük:
{\displaystyle {\frac {12}{{\frac {1}{1}}+{\frac {1}{2}}+{\frac {1}{4}}+{\frac {1}{5}}+{\frac {1}{7}}+{\frac {1}{10}}+{\frac {1}{14}}+{\frac {1}{20}}+{\frac {1}{28}}+{\frac {1}{35}}+{\frac {1}{70}}+{\frac {1}{140}}}}=5}
5 egész szám, ezért 140 osztóharmonikus szám.

## Osztóharmonikus és tökéletes számok
Ore megfigyelte, hogy bármilyen M egész számra az osztók harmonikus és a számtani középének szorzata M-mel egyezik meg, ahogy az a definíciókból is következik. Így tehát, M osztóharmonikus, osztói k harmonikus közepével, csakkor ha az osztóinak átlaga megegyezik M és az 1/k egységtört szorzatával.
Ore megmutatta, hogy minden tökéletes szám egyben osztóharmonikus szám is. Mivel egy M tökéletes szám osztóinak összege éppen 2M, ezért osztóinak átlaga M(2/τ(M)), ahol τ(M)-mel M osztóinak számát jelöljük. Bármely M-re, τ(M) akkor és csak akkor páratlan, ha M négyzetszám, hiszen egyébként M bármely d osztója párosítható egy másik M/d osztóval. De tudjuk, hogy egyetlen tökéletes szám sem négyzetszám: ez következik a páros tökéletes számok ismert formájából és hogy a páratlan tökéletes számok (ha léteznek ilyenek) szükségszerűen rendelkeznek olyan q osztóval, hogy qα ahol α ≡ 1 (mod 4). Tehát M tökéletes számra, τ(M) páros, és az osztók átlaga az M szorzata a 2/τ(M) törttel; ezért M osztóharmonikus szám.
Ore feltevése szerint az 1-en kívül nem létezik más páratlan osztóharmonikus szám. Ha ez igaznak bizonyul, abból következik az is, hogy nem léteznek páratlan tökéletes számok.

## Korlátok és számítógépes keresések
W. H. Mills megmutatta, hogy bármely egynél nagyobb páratlan osztóharmonikus számnak rendelkeznie kell 107-nél nagyobb prímtényezővel, Cohen pedig igazolta, hogy legalább három prímtényezőjének kellene lennie. Cohen and Sorli (2010) megmutatták, hogy nem létezik 1024-nél kisebb páratlan osztóharmonikus szám.
Cohen, Goto, és mások különböző számítógépes kereséseket végeztek a kis osztóharmonikus számok megtalálására. Előállították az ismert, 2×109-nél kisebb osztóharmonikus számok listáját, valamint az összes osztóharmonikus számot, ahol az osztók harmonikus közepe legfeljebb 300.

## Fordítás
- Ez a szócikk részben vagy egészben a Harmonic divisor number című angol Wikipédia-szócikk ezen változatának fordításán alapul.  Az eredeti cikk szerkesztőit annak laptörténete sorolja fel. Ez a jelzés csupán a megfogalmazás eredetét és a szerzői jogokat jelzi, nem szolgál a cikkben szereplő információk forrásmegjelöléseként.